# Großer Preis von Belgien (Motorrad)
Der Große Preis von Belgien für Motorräder war ein Motorrad-Rennen, das zwischen 1921 und 1990 insgesamt 62-mal ausgetragen wurde und zwischen 1949 und 1990 zur Motorrad-Weltmeisterschaft zählte.

## Geschichte
Der Große Preis von Belgien war eines der ältesten und renommiertesten Grand-Prix-Rennen des Motorradsports. Die erste Veranstaltung fand 1921 auf der ursprünglich 14,863 km langen Strecke von Spa-Francorchamps, die weitgehend aus sonst öffentlichen Landstraßen im Dreieck zwischen den Ortschaften Francorchamps im Norden, Malmedy im Südosten und Stavelot im Südwesten bestand. Schnell gewann der Grand Prix Bedeutung und schon 1923 trugen sich mit Wal Handley und Freddie Dixon internationale Größen in die Siegerlisten ein.
Im Jahr 1926 wurden die Rennen erstmals als Großer Preis der F.I.C.M. ausgetragen, bei jährlich dem die Europameister der Saison gekürt wurden. 1930 war der Große Preis von Belgien ein zweites Mal entscheidend für die EM-Titel. Im Jahr 1936 fand das Rennen einmalig nicht in Spa, sondern auf dem Circuit de Floreffe nahe Floreffe statt. Auch als 1938 und 1939 die Europameister erstmals bei mehreren Läufen ermittelt wurden, gehörten die Rennen zur EM.
Nach dem Zweiten Weltkrieg wurden die Rennaktivitäten 1947 wieder aufgenommen. 1949 zählte der Große Preis von Belgien zur zum ersten Mal ausgetragenen Motorrad-Weltmeisterschaft. Im Jahr 1979 fanden die Rennen erstmals auf dem erheblich kürzeren und nur noch aus Teilen der alten Strecke bestehenden Grand-Prix-Kurs statt. Sie wurden von vielen der Spitzenpiloten der damaligen Zeit jedoch boykottiert, da der neue Asphalt viel zu rutschig war. In der folgenden Saison wurde der Grand Prix zum zweiten Mal in seiner Geschichte nicht in Spa ausgetragen und stattdessen nach Zolder verlegt. 1987 fand erstmals seit dem Zweiten Weltkrieg kein Großer Preis von Belgien statt, da das Rennen wegen der nicht erfolgten Verbesserung der Sicherheitsmaßnahmen seitens der FIM abgesagt wurde.
In der Saison 1990 wurde der letzte Grand Prix von Belgien ausgetragen. Danach kam das Aus für das Rennen, das, mit Ausnahme von 1987, als eines der Wenigen immer zu der seit 1949 veranstalteten Motorrad-WM gehörte.

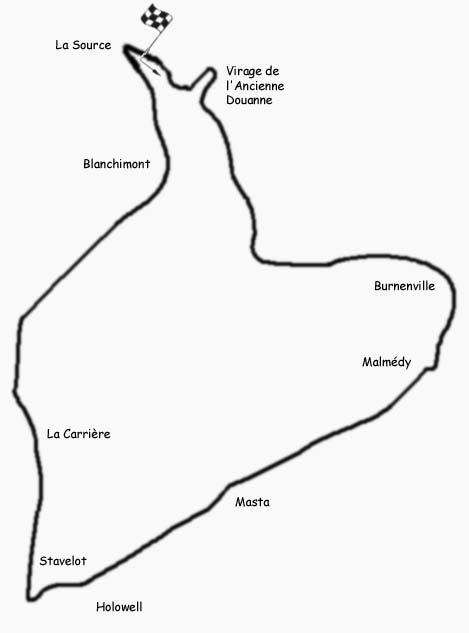
Die ursprüngliche Strecke von Spa-Francorchamps.
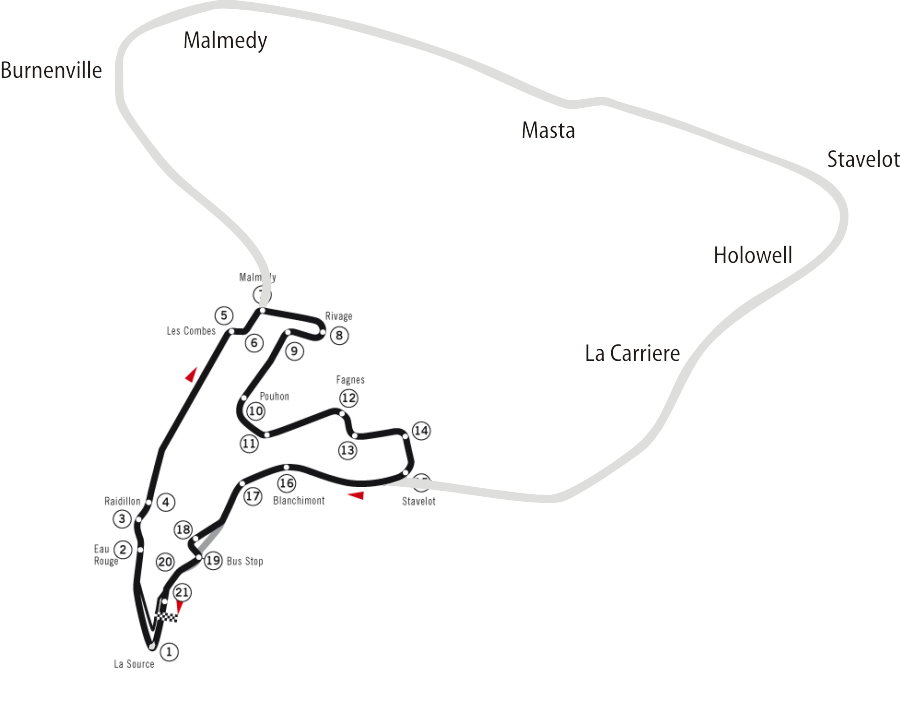
Die alte und die neue Grand-Prix-Strecke von Spa im Vergleich.
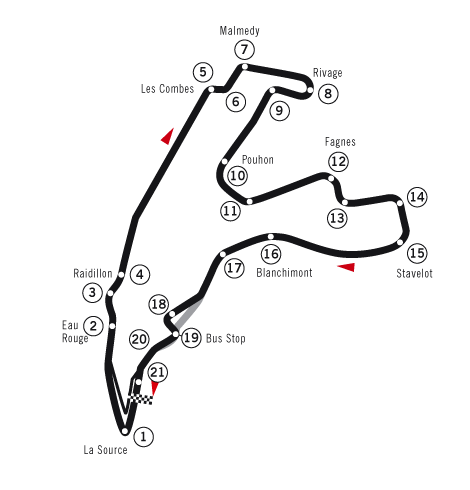
Die Strecke seit 1979.

## Statistik des Großen Preises von Belgien

### Von 1921 bis 1939
(gefärbter Hintergrund = als Europameisterschafts-Lauf ausgetragen)
| Auflage | Jahr | Strecke            | Klasse  | Sieger                              |
| ------- | ---- | ------------------ | ------- | ----------------------------------- |
| 1       | 1921 | Spa- Francorchamps | 350 cm³ | René Kieken (Gillet)                |
| 1       | 1921 | Spa- Francorchamps | 500 cm³ | Hubert Hassall (Norton)             |
|         |      |                    |         |                                     |
| 2       | 1922 | Spa- Francorchamps | 250 cm³ | Geoff Davison (Levis)               |
| 2       | 1922 | Spa- Francorchamps | 350 cm³ | E. Remington (Rush-Blackburne)      |
| 2       | 1922 | Spa- Francorchamps | 500 cm³ | Gaston Antoine (Triumph)            |
|         |      |                    |         |                                     |
| 3       | 1923 | Dinant-Feschaux    | 250 cm³ | Wal Handley (Rex-Acme)              |
| 3       | 1923 | Dinant-Feschaux    | 350 cm³ | Jean Huynen (FN)                    |
| 3       | 1923 | Dinant-Feschaux    | 500 cm³ | Freddie Dixon (Indian)              |
|         |      |                    |         |                                     |
| 4       | 1924 | Spa- Francorchamps | 175 cm³ | Geoff Davison (Levis)               |
| 4       | 1924 | Spa- Francorchamps | 250 cm³ | Bert Taylor (PA-Blackburne)         |
| 4       | 1924 | Spa- Francorchamps | 350 cm³ | Paddy Johnston (PA-Blackburne)      |
| 4       | 1924 | Spa- Francorchamps | 500 cm³ | Alec Bennett (Norton)               |
|         |      |                    |         |                                     |
| 5       | 1925 | Spa- Francorchamps | 175 cm³ | Norbert Vanneste (Ready-Blackburne) |
| 5       | 1925 | Spa- Francorchamps | 250 cm³ | Jock Porter (New Gerrard)           |
| 5       | 1925 | Spa- Francorchamps | 350 cm³ | Wal Handley (Rex-Acme)              |
| 5       | 1925 | Spa- Francorchamps | 500 cm³ | Alec Bennett (Norton)               |
|         |      |                    |         |                                     |
| 6       | 1926 | Spa- Francorchamps | 175 cm³ | René Milhoux (Ready-Blackburne)     |
| 6       | 1926 | Spa- Francorchamps | 250 cm³ | Jock Porter (New Gerrard)           |
| 6       | 1926 | Spa- Francorchamps | 350 cm³ | Frank Longman (A.J.S.)              |
| 6       | 1926 | Spa- Francorchamps | 500 cm³ | Jimmie Simpson (A.J.S.)             |
|         |      |                    |         |                                     |
| 7       | 1927 | Spa- Francorchamps | 175 cm³ | Arthur Geiss (DKW)                  |
| 7       | 1927 | Spa- Francorchamps | 250 cm³ | Syd Crabtree (Crabtree-J.A.P.)      |
| 7       | 1927 | Spa- Francorchamps | 350 cm³ | Jimmie Simpson (A.J.S.)             |
| 7       | 1927 | Spa- Francorchamps | 500 cm³ | Stanley Woods (Norton)              |
|         |      |                    |         |                                     |
| 8       | 1928 | Spa- Francorchamps | 175 cm³ | Arthur Geiss (DKW)                  |
| 8       | 1928 | Spa- Francorchamps | 250 cm³ | Syd Crabtree (Excelsior)            |
| 8       | 1928 | Spa- Francorchamps | 350 cm³ | J. Treborg (La Mondiale-Blackburne) |
| 8       | 1928 | Spa- Francorchamps | 500 cm³ | Charlie Dodson (Sunbeam)            |
|         |      |                    |         |                                     |
| 9       | 1929 | Spa- Francorchamps | 175 cm³ | Bert Kershaw (James)                |
| 9       | 1929 | Spa- Francorchamps | 250 cm³ | Jock Porter (New Gerrard)           |
| 9       | 1929 | Spa- Francorchamps | 350 cm³ | Wal Handley (Motosacoche)           |
| 9       | 1929 | Spa- Francorchamps | 500 cm³ | Charlie Dodson (Sunbeam)            |
|         |      |                    |         |                                     |
| 10      | 1930 | Spa- Francorchamps | 175 cm³ | Yvan Goor (DKW)                     |
| 10      | 1930 | Spa- Francorchamps | 250 cm³ | Syd Crabtree (Excelsior)            |
| 10      | 1930 | Spa- Francorchamps | 350 cm³ | Ernie Nott (Rudge)                  |
| 10      | 1930 | Spa- Francorchamps | 500 cm³ | Henry Tyrell-Smith (Rudge)          |
|         |      |                    |         |                                     |
| 11      | 1931 | Spa- Francorchamps | 175 cm³ | Eric Fernihough (Excelsior)         |
| 11      | 1931 | Spa- Francorchamps | 250 cm³ | Ted Mellors (New Imperial)          |
| 11      | 1931 | Spa- Francorchamps | 350 cm³ | Jimmie Guthrie (Norton)             |
| 11      | 1931 | Spa- Francorchamps | 500 cm³ | Stanley Woods (Norton)              |
|         |      |                    |         |                                     |
| 12      | 1932 | Spa- Francorchamps | 175 cm³ | Eric Fernihough (Excelsior)         |
| 12      | 1932 | Spa- Francorchamps | 250 cm³ | Ted Mellors (New Imperial)          |
| 12      | 1932 | Spa- Francorchamps | 350 cm³ | Jimmie Simpson (Norton)             |
| 12      | 1932 | Spa- Francorchamps | 500 cm³ | Stanley Woods (Norton)              |
|         |      |                    |         |                                     |
| 13      | 1933 | Spa- Francorchamps | 175 cm³ | Yvan Goor (Benelli)                 |
| 13      | 1933 | Spa- Francorchamps | 250 cm³ | Wal Handley (Moto Guzzi)            |
| 13      | 1933 | Spa- Francorchamps | 350 cm³ | Jimmie Guthrie (Norton)             |
| 13      | 1933 | Spa- Francorchamps | 500 cm³ | Percy Hunt (Norton)                 |
|         |      |                    |         |                                     |
| 14      | 1934 | Spa- Francorchamps | 175 cm³ | Yvan Goor (Benelli)                 |
| 14      | 1934 | Spa- Francorchamps | 250 cm³ | Henry Tyrell-Smith (Rudge)          |
| 14      | 1934 | Spa- Francorchamps | 350 cm³ | Jimmie Simpson (Norton)             |
| 14      | 1934 | Spa- Francorchamps | 500 cm³ | Wal Handley (Norton)                |
|         |      |                    |         |                                     |
| 15      | 1935 | Spa- Francorchamps | 175 cm³ | Maurice van Geert (Rush-Python)     |
| 15      | 1935 | Spa- Francorchamps | 250 cm³ | Arthur Geiss (DKW)                  |
| 15      | 1935 | Spa- Francorchamps | 350 cm³ | John White (Norton)                 |
| 15      | 1935 | Spa- Francorchamps | 500 cm³ | Jimmie Guthrie (Norton)             |
|         |      |                    |         |                                     |
| 16      | 1936 | Floreffe           | 175 cm³ | Jean Térigi (MM)                    |
| 16      | 1936 | Floreffe           | 250 cm³ | Arthur Geiss (DKW)                  |
| 16      | 1936 | Floreffe           | 350 cm³ | Ted Mellors (Velocette)             |
| 16      | 1936 | Floreffe           | 500 cm³ | Jimmie Guthrie (Norton)             |
|         |      |                    |         |                                     |
| 17      | 1937 | Spa- Francorchamps | 175 cm³ | Bernhard Petruschke (DKW)           |
| 17      | 1937 | Spa- Francorchamps | 250 cm³ | Walfried Winkler (DKW)              |
| 17      | 1937 | Spa- Francorchamps | 350 cm³ | John White (Norton)                 |
| 17      | 1937 | Spa- Francorchamps | 500 cm³ | Jimmie Guthrie (Norton)             |
|         |      |                    |         |                                     |
| 18      | 1938 | Spa- Francorchamps | 175 cm³ | Léon Neumann (DKW)                  |
| 18      | 1938 | Spa- Francorchamps | 250 cm³ | Ewald Kluge (DKW)                   |
| 18      | 1938 | Spa- Francorchamps | 350 cm³ | John White (Norton)                 |
| 18      | 1938 | Spa- Francorchamps | 500 cm³ | Georg Meier (BMW)                   |
|         |      |                    |         |                                     |
| 19      | 1939 | Spa- Francorchamps | 250 cm³ | Ewald Kluge (DKW)                   |
| 19      | 1939 | Spa- Francorchamps | 350 cm³ | Ted Mellors (Velocette)             |
| 19      | 1939 | Spa- Francorchamps | 500 cm³ | Georg Meier (BMW)                   |

### Von 1947 bis 1972
(gefärbter Hintergrund = kein Rennen im Rahmen der Motorrad-Weltmeisterschaft)
| Auflage | Jahr | Strecke            | Klasse   | Sieger                          | Zweiter                           | Dritter                             | Schn. Rennrunde                                      |
| ------- | ---- | ------------------ | -------- | ------------------------------- | --------------------------------- | ----------------------------------- | ---------------------------------------------------- |
| 20      | 1947 | Spa- Francorchamps | 250 cm³  | Bruno Francisci (Moto Guzzi)    | unbekannt                         | unbekannt                           | unbekannt                                            |
| 20      | 1947 | Spa- Francorchamps | 350 cm³  | Ken Bills (Norton)              | unbekannt                         | unbekannt                           | unbekannt                                            |
| 20      | 1947 | Spa- Francorchamps | 500 cm³  | Harold Daniell (Norton)         | unbekannt                         | unbekannt                           | unbekannt                                            |
| 20      | 1947 | Spa- Francorchamps | Gespanne | Vanderschrick / Siva (Norton)   | unbekannt                         | unbekannt                           | unbekannt                                            |
|         |      |                    |          |                                 |                                   |                                     |                                                      |
| 21      | 1948 | Spa- Francorchamps | 350 cm³  | Bob Foster (Velocette)          | unbekannt                         | unbekannt                           | unbekannt                                            |
| 21      | 1948 | Spa- Francorchamps | 500 cm³  | Johnny Lockett (Norton)         | unbekannt                         | unbekannt                           | unbekannt                                            |
| 21      | 1948 | Spa- Francorchamps | Gespanne | Vanderschrick / Siva (Norton)   | unbekannt                         | unbekannt                           | unbekannt                                            |
|         |      |                    |          |                                 |                                   |                                     |                                                      |
| 22      | 1949 | Spa- Francorchamps | 350 cm³  | Freddie Frith (Velocette)       | Bob Foster (Velocette)            | Johnny Lockett (Norton)             | Freddie Frith (Velocette) und Bob Foster (Velocette) |
| 22      | 1949 | Spa- Francorchamps | 500 cm³  | William Doran (A.J.S.)          | Arciso Artesiani (Gilera)         | Enrico Lorenzetti (Moto Guzzi)      | Arciso Artesiani (Gilera)                            |
| 22      | 1949 | Spa- Francorchamps | Gespanne | Oliver / Jenkinson (Norton)     | Frigerio / Dobelli (Gilera)       | Haldemann / Läderach (Norton)       | Oliver / Jenkinson (Norton)                          |
|         |      |                    |          |                                 |                                   |                                     |                                                      |
| 23      | 1950 | Spa- Francorchamps | 350 cm³  | Bob Foster (Velocette)          | Artie Bell (Norton)               | Geoff Duke (Norton)                 | Artie Bell (Norton)                                  |
| 23      | 1950 | Spa- Francorchamps | 500 cm³  | Umberto Masetti (Gilera)        | Nello Pagani (Gilera)             | Ted Frend (A.J.S.)                  | Geoff Duke (Norton)                                  |
| 23      | 1950 | Spa- Francorchamps | Gespanne | Oliver / Dobelli (Norton)       | Frigerio / Ricotti (Gilera)       | Haldemann / Josef Albisser (Norton) | Oliver / Dobelli (Norton)                            |
|         |      |                    |          |                                 |                                   |                                     |                                                      |
| 24      | 1951 | Spa- Francorchamps | 350 cm³  | Geoff Duke (Norton)             | Johnny Lockett (Norton)           | Bill Lomas (Velocette)              | Geoff Duke (Norton)                                  |
| 24      | 1951 | Spa- Francorchamps | 500 cm³  | Geoff Duke (Norton)             | Alfredo Milani (Gilera)           | Sante Geminiani (Moto Guzzi)        | Geoff Duke (Norton)                                  |
| 24      | 1951 | Spa- Francorchamps | Gespanne | Oliver / Dobelli (Norton)       | Frigerio / Ricotti (Gilera)       | Harris / Smith (Norton)             | Oliver / Dobelli (Norton)                            |
|         |      |                    |          |                                 |                                   |                                     |                                                      |
| 25      | 1952 | Spa- Francorchamps | 350 cm³  | Geoff Duke (Norton)             | Ray Amm (Norton)                  | Reg Armstrong (Norton)              | Geoff Duke (Norton)                                  |
| 25      | 1952 | Spa- Francorchamps | 500 cm³  | Umberto Masetti (Gilera)        | Geoff Duke (Norton)               | Ray Amm (Norton)                    | Umberto Masetti (Gilera)                             |
| 25      | 1952 | Spa- Francorchamps | Gespanne | Oliver / Price (Norton)         | Milani / Pizzocri (Gilera)        | Smith / Clements (Norton)           | Oliver / Price (Norton)                              |
|         |      |                    |          |                                 |                                   |                                     |                                                      |
| 26      | 1953 | Spa- Francorchamps | 350 cm³  | Fergus Anderson (Moto Guzzi)    | Enrico Lorenzetti (Moto Guzzi)    | Ray Amm (Norton)                    | Ray Amm (Norton)                                     |
| 26      | 1953 | Spa- Francorchamps | 500 cm³  | Alfredo Milani (Gilera)         | Ray Amm (Norton)                  | Reg Armstrong (Gilera)              | Geoff Duke (Gilera)                                  |
| 26      | 1953 | Spa- Francorchamps | Gespanne | Oliver / Dibben (Norton)        | Smith / Nutt (Norton)             | Kraus / Huser (BMW)                 | Oliver / Dibben (Norton)                             |
|         |      |                    |          |                                 |                                   |                                     |                                                      |
| 27      | 1954 | Spa- Francorchamps | 350 cm³  | Ken Kavanagh (Moto Guzzi)       | Fergus Anderson (Moto Guzzi)      | Siegfried Wünsche (DKW)             | Fergus Anderson (Moto Guzzi)                         |
| 27      | 1954 | Spa- Francorchamps | 500 cm³  | Geoff Duke (Gilera)             | Ken Kavanagh (Moto Guzzi)         | Léon Martin (Gilera)                | Geoff Duke (Gilera)                                  |
| 27      | 1954 | Spa- Francorchamps | Gespanne | Oliver / Nutt (Norton)          | Noll / Cron (BMW)                 | Smith / Dibben (Norton)             | Oliver / Nutt (Norton)                               |
|         |      |                    |          |                                 |                                   |                                     |                                                      |
| 28      | 1955 | Spa- Francorchamps | 350 cm³  | Bill Lomas (Moto Guzzi)         | August Hobl (DKW)                 | Keith Campbell (Norton)             | Bill Lomas (Moto Guzzi)                              |
| 28      | 1955 | Spa- Francorchamps | 500 cm³  | Giuseppe Colnago (Gilera)       | Pierre Monneret (Gilera)          | Léon Martin (Gilera)                | Geoff Duke (Gilera)                                  |
| 28      | 1955 | Spa- Francorchamps | Gespanne | Noll / Cron (BMW)               | Faust / Remmert (BMW)             | Schneider / Strauß (BMW)            | Smith / Dibben (Norton)                              |
|         |      |                    |          |                                 |                                   |                                     |                                                      |
| 29      | 1956 | Spa- Francorchamps | 125 cm³  | Carlo Ubbiali (MV Agusta)       | Fortunato Libanori (MV Agusta)    | Pierre Monneret (Gilera)            | Romolo Ferri (Gilera)                                |
| 29      | 1956 | Spa- Francorchamps | 250 cm³  | Carlo Ubbiali (MV Agusta)       | Luigi Taveri (MV Agusta)          | Horst Kassner (NSU)                 | Enrico Lorenzetti (MV Agusta)                        |
| 29      | 1956 | Spa- Francorchamps | 350 cm³  | John Surtees (MV Agusta)        | August Hobl (DKW)                 | Cecil Sandford (DKW)                | Bill Lomas (Moto Guzzi)                              |
| 29      | 1956 | Spa- Francorchamps | 500 cm³  | John Surtees (MV Agusta)        | Walter Zeller (BMW)               | Pierre Monneret (Gilera)            | Geoff Duke (Gilera)                                  |
| 29      | 1956 | Spa- Francorchamps | Gespanne | Noll / Cron (BMW)               | Harris / Campbell (Norton)        | Mitchell / Bliss (Norton)           | Smith / Dibben (Norton)                              |
|         |      |                    |          |                                 |                                   |                                     |                                                      |
| 30      | 1957 | Spa- Francorchamps | 125 cm³  | Tarquinio Provini (F.B Mondial) | Luigi Taveri (MV Agusta)          | Cecil Sandford (F.B Mondial)        | Tarquinio Provini (F.B Mondial)                      |
| 30      | 1957 | Spa- Francorchamps | 250 cm³  | John Hartle (MV Agusta)         | Sammy Miller (F.B Mondial)        | Cecil Sandford (F.B Mondial)        | Tarquinio Provini (F.B Mondial)                      |
| 30      | 1957 | Spa- Francorchamps | 350 cm³  | Keith Campbell (Moto Guzzi)     | Libero Liberati (Gilera)          | Keith Bryen (Moto Guzzi)            | Libero Liberati (Gilera)                             |
| 30      | 1957 | Spa- Francorchamps | 500 cm³  | Jack Brett (Norton)             | Keith Bryen (Norton)              | Derek Minter (Norton)               | Keith Campbell (Moto Guzzi)                          |
| 30      | 1957 | Spa- Francorchamps | Gespanne | Schneider / Strauß (BMW)        | Camathias / Cecco (BMW)           | Hillebrand / Grunwald (BMW)         | Camathias / Cecco (BMW)                              |
|         |      |                    |          |                                 |                                   |                                     |                                                      |
| 31      | 1958 | Spa- Francorchamps | 125 cm³  | Alberto Gandossi (Ducati)       | Romolo Ferri (Ducati)             | Tarquinio Provini (MV Agusta)       | Alberto Gandossi (Ducati)                            |
| 31      | 1958 | Spa- Francorchamps | 350 cm³  | John Surtees (MV Agusta)        | John Hartle (MV Agusta)           | Keith Campbell (Norton)             | John Surtees (MV Agusta)                             |
| 31      | 1958 | Spa- Francorchamps | 500 cm³  | John Surtees (MV Agusta)        | Keith Campbell (Norton)           | John Hartle (MV Agusta)             | John Surtees (MV Agusta)                             |
| 31      | 1958 | Spa- Francorchamps | Gespanne | Schneider / Strauß (BMW)        | Camathias / Cecco (BMW)           | Fath / Rudolf (BMW)                 | Schneider / Strauß (BMW)                             |
|         |      |                    |          |                                 |                                   |                                     |                                                      |
| 32      | 1959 | Spa- Francorchamps | 125 cm³  | Carlo Ubbiali (MV Agusta)       | Tarquinio Provini (MV Agusta)     | Luigi Taveri (Ducati)               | Tarquinio Provini (MV Agusta)                        |
| 32      | 1959 | Spa- Francorchamps | 500 cm³  | John Surtees (MV Agusta)        | Gary Hocking (Norton)             | Geoff Duke (Reynolds-Norton)        | John Surtees (MV Agusta)                             |
| 32      | 1959 | Spa- Francorchamps | Gespanne | Schneider / Strauß (BMW)        | Rogliardo / Godillot (BMW)        | Scheidegger / Burkhardt (BMW)       | Camathias / Cecco (BMW)                              |
|         |      |                    |          |                                 |                                   |                                     |                                                      |
| 33      | 1960 | Spa- Francorchamps | 125 cm³  | Ernst Degner (MZ)               | John Hempleman (MZ)               | Carlo Ubbiali (MV Agusta)           | John Hempleman (MZ) und Bruno Spaggiari (MV Agusta)  |
| 33      | 1960 | Spa- Francorchamps | 250 cm³  | Carlo Ubbiali (MV Agusta)       | Gary Hocking (MV Agusta)          | Luigi Taveri (MV Agusta)            | Carlo Ubbiali (MV Agusta)                            |
| 33      | 1960 | Spa- Francorchamps | 500 cm³  | John Surtees (MV Agusta)        | Remo Venturi (MV Agusta)          | Bob Brown (Norton)                  | John Surtees (MV Agusta)                             |
| 33      | 1960 | Spa- Francorchamps | Gespanne | Fath / Wohlgemuth (BMW)         | Scheidegger / Burkhardt (BMW)     | Strub / Cecco (BMW)                 | Camathias / Roland Föll (BMW)                        |
|         |      |                    |          |                                 |                                   |                                     |                                                      |
| 34      | 1961 | Spa- Francorchamps | 125 cm³  | Luigi Taveri (Honda)            | Tom Phillis (Honda)               | Jim Redman (Honda)                  | Tom Phillis (Honda)                                  |
| 34      | 1961 | Spa- Francorchamps | 250 cm³  | Jim Redman (Honda)              | Tom Phillis (Honda)               | Mike Hailwood (Honda)               | Jim Redman (Honda)                                   |
| 34      | 1961 | Spa- Francorchamps | 500 cm³  | Gary Hocking (MV Agusta)        | Mike Hailwood (Norton)            | Bob McIntyre (Norton)               | Gary Hocking (MV Agusta)                             |
| 34      | 1961 | Spa- Francorchamps | Gespanne | Scheidegger / Burkhardt (BMW)   | Deubel / Hörner (BMW)             | Harris / Campbell (BMW)             | Scheidegger / Burkhardt (BMW)                        |
|         |      |                    |          |                                 |                                   |                                     |                                                      |
| 35      | 1962 | Spa- Francorchamps | 50 cm³   | Ernst Degner (Suzuki)           | Hans Georg Anscheidt (Kreidler)   | Luigi Taveri (Honda)                | Ernst Degner (Suzuki)                                |
| 35      | 1962 | Spa- Francorchamps | 125 cm³  | Luigi Taveri (Honda)            | Jim Redman (Honda)                | Paddy Driver (EMC)                  | Luigi Taveri (Honda)                                 |
| 35      | 1962 | Spa- Francorchamps | 250 cm³  | Bob McIntyre (Honda)            | Jim Redman (Honda)                | Luigi Taveri (Honda)                | Bob McIntyre (Honda)                                 |
| 35      | 1962 | Spa- Francorchamps | 500 cm³  | Mike Hailwood (MV Agusta)       | Alan Shepherd (Matchless)         | Tony Godfrey (Norton)               | Mike Hailwood (MV Agusta)                            |
| 35      | 1962 | Spa- Francorchamps | Gespanne | Camathias / Winter (BMW)        | Scheidegger / Robinson (BMW)      | Deubel / Hörner (BMW)               | Camathias / Winter (BMW)                             |
|         |      |                    |          |                                 |                                   |                                     |                                                      |
| 36      | 1963 | Spa- Francorchamps | 50 cm³   | Isao Morishita (Suzuki)         | Ernst Degner (Suzuki)             | Hans Georg Anscheidt (Kreidler)     | Hans Georg Anscheidt (Kreidler)                      |
| 36      | 1963 | Spa- Francorchamps | 125 cm³  | Bert Schneider (Suzuki)         | Hugh Anderson (Suzuki)            | Luigi Taveri (Honda)                | Ernst Degner (Suzuki)                                |
| 36      | 1963 | Spa- Francorchamps | 250 cm³  | Fumio Ito (Yamaha)              | Yoshikazu Sunako (Yamaha)         | Tarquinio Provini (Morini)          | Fumio Ito (Yamaha)                                   |
| 36      | 1963 | Spa- Francorchamps | 500 cm³  | Mike Hailwood (MV Agusta)       | Phil Read (Gilera)                | Alan Shepherd (Matchless)           | Mike Hailwood (MV Agusta)                            |
| 36      | 1963 | Spa- Francorchamps | Gespanne | Scheidegger / Robinson (BMW)    | Deubel / Hörner (BMW)             | Auerbacher / Heim (BMW)             | Camathias / Herzig (FCS)                             |
|         |      |                    |          |                                 |                                   |                                     |                                                      |
| 37      | 1964 | Spa- Francorchamps | 50 cm³   | Ralph Bryans (Honda)            | Hans Georg Anscheidt (Kreidler)   | Hugh Anderson (Suzuki)              | Ralph Bryans (Honda)                                 |
| 37      | 1964 | Spa- Francorchamps | 250 cm³  | Mike Duff (Yamaha)              | Jim Redman (Honda)                | Alan Shepherd (MZ)                  | Mike Duff (Yamaha)                                   |
| 37      | 1964 | Spa- Francorchamps | 500 cm³  | Mike Hailwood (MV Agusta)       | Phil Read (Matchless)             | Paddy Driver (Matchless)            | Mike Hailwood (MV Agusta)                            |
| 37      | 1964 | Spa- Francorchamps | Gespanne | Deubel / Hörner (BMW)           | Scheidegger / Robinson (BMW)      | Auerbacher / Heim (BMW)             | Camathias / Herzig (Gilera)                          |
|         |      |                    |          |                                 |                                   |                                     |                                                      |
| 38      | 1965 | Spa- Francorchamps | 50 cm³   | Ernst Degner (Suzuki)           | Hugh Anderson (Suzuki)            | Luigi Taveri (Honda)                | Luigi Taveri (Honda)                                 |
| 38      | 1965 | Spa- Francorchamps | 250 cm³  | Jim Redman (Honda)              | Phil Read (Yamaha)                | Mike Duff (Yamaha)                  | Phil Read (Yamaha)                                   |
| 38      | 1965 | Spa- Francorchamps | 500 cm³  | Mike Hailwood (MV Agusta)       | Giacomo Agostini (MV Agusta)      | Derek Minter (Norton)               | Mike Hailwood (MV Agusta)                            |
| 38      | 1965 | Spa- Francorchamps | Gespanne | Scheidegger / Robinson (BMW)    | Deubel / Hörner (BMW)             | Harris / Campbell (BMW)             | Scheidegger / Robinson (BMW)                         |
|         |      |                    |          |                                 |                                   |                                     |                                                      |
| 39      | 1966 | Spa- Francorchamps | 250 cm³  | Mike Hailwood (Honda)           | Phil Read (Yamaha)                | Jim Redman (Honda)                  | Phil Read (Yamaha)                                   |
| 39      | 1966 | Spa- Francorchamps | 500 cm³  | Giacomo Agostini (MV Agusta)    | Stuart Graham (Matchless)         | Jack Ahearn (Norton)                | Mike Hailwood (Honda)                                |
| 39      | 1966 | Spa- Francorchamps | Gespanne | Scheidegger / Robinson (BMW)    | Deubel / Hörner (BMW)             | Auerbacher / Kalauch (BMW)          | Auerbacher / Kalauch (BMW)                           |
|         |      |                    |          |                                 |                                   |                                     |                                                      |
| 40      | 1967 | Spa- Francorchamps | 50 cm³   | Hans Georg Anscheidt (Suzuki)   | Yoshimi Katayama (Suzuki)         | Stuart Graham (Suzuki)              | Yoshimi Katayama (Suzuki)                            |
| 40      | 1967 | Spa- Francorchamps | 250 cm³  | Bill Ivy (Yamaha)               | Mike Hailwood (Honda)             | Ralph Bryans (Honda)                | Phil Read (Yamaha)                                   |
| 40      | 1967 | Spa- Francorchamps | 500 cm³  | Giacomo Agostini (MV Agusta)    | Mike Hailwood (Honda)             | Fred Stevens (Paton)                | Giacomo Agostini (MV Agusta)                         |
| 40      | 1967 | Spa- Francorchamps | Gespanne | Enders / Engelhardt (BMW)       | Auerbacher / Dein (BMW)           | Schauzu / Schneider (BMW)           | Enders / Engelhardt (BMW)                            |
|         |      |                    |          |                                 |                                   |                                     |                                                      |
| 41      | 1968 | Spa- Francorchamps | 50 cm³   | Hans Georg Anscheidt (Suzuki)   | Paul Lodewijkx (Jamathi)          | Ángel Nieto (Derbi)                 | Hans Georg Anscheidt (Suzuki)                        |
| 41      | 1968 | Spa- Francorchamps | 250 cm³  | Phil Read (Yamaha)              | Heinz Rosner (MZ)                 | Rodney Gould (Bultaco-Yamaha)       | Bill Ivy (Yamaha)                                    |
| 41      | 1968 | Spa- Francorchamps | 500 cm³  | Giacomo Agostini (MV Agusta)    | Jack Findlay (McIntyre-Matchless) | Derek Woodman (Seeley)              | Giacomo Agostini (MV Agusta)                         |
| 41      | 1968 | Spa- Francorchamps | Gespanne | Auerbacher / Hahn (BMW)         | Butscher / Huber (BMW)            | Lünemann / Caddow (BMW)             | Fath / Kalauch (URS)                                 |
|         |      |                    |          |                                 |                                   |                                     |                                                      |
| 42      | 1969 | Spa- Francorchamps | 50 cm³   | Barry Smith (Derbi)             | Santiago Herrero (Derbi)          | Aalt Toersen (Jamathi)              | Barry Smith (Derbi)                                  |
| 42      | 1969 | Spa- Francorchamps | 125 cm³  | Dave Simmonds (Kawasaki)        | Dieter Braun (Suzuki)             | Cees van Dongen (Suzuki)            | Dieter Braun (Suzuki)                                |
| 42      | 1969 | Spa- Francorchamps | 250 cm³  | Santiago Herrero (OSSA)         | Rodney Gould (Yamaha)             | Kel Carruthers (Benelli)            | Kel Carruthers (Benelli)                             |
| 42      | 1969 | Spa- Francorchamps | 500 cm³  | Giacomo Agostini (MV Agusta)    | Percy Tait (Triumph)              | Alan Barnett (Métisse-Matchless)    | Giacomo Agostini (MV Agusta)                         |
| 42      | 1969 | Spa- Francorchamps | Gespanne | Fath / Kalauch (URS)            | Enders / Engelhardt (BMW)         | Auerbacher / Hahn (BMW)             | Fath / Kalauch (URS)                                 |
|         |      |                    |          |                                 |                                   |                                     |                                                      |
| 43      | 1970 | Spa- Francorchamps | 50 cm³   | Aalt Toersen (Jamathi)          | Ángel Nieto (Derbi)               | Jos Schurgers (Kreidler)            | Aalt Toersen (Jamathi)                               |
| 43      | 1970 | Spa- Francorchamps | 125 cm³  | Ángel Nieto (Derbi)             | Dave Simmonds (Kawasaki)          | Börje Jansson (Rennfahrer) (Maico)  | Ángel Nieto (Derbi)                                  |
| 43      | 1970 | Spa- Francorchamps | 250 cm³  | Rodney Gould (Yamaha)           | Kel Carruthers (Yamaha)           | Börje Jansson (Rennfahrer) (Yamaha) | Rodney Gould (Yamaha)                                |
| 43      | 1970 | Spa- Francorchamps | 500 cm³  | Giacomo Agostini (MV Agusta)    | Christian Ravel (Seeley)          | Tommy Robb (Kawasaki)               | Giacomo Agostini (MV Agusta)                         |
| 43      | 1970 | Spa- Francorchamps | Gespanne | Butscher / Huber (BMW)          | Castella / Castella (BMW)         | Harris / Lindsay (BMW)              | Enders / Kalauch (BMW)                               |
|         |      |                    |          |                                 |                                   |                                     |                                                      |
| 44      | 1971 | Spa- Francorchamps | 50 cm³   | Jan de Vries (Kreidler)         | Jos Schurgers (Kreidler)          | Ángel Nieto (Derbi)                 | Jan de Vries (Kreidler)                              |
| 44      | 1971 | Spa- Francorchamps | 125 cm³  | Barry Sheene (Suzuki)           | Gert Bender (Maico)               | Dieter Braun (Maico)                | Barry Sheene (Suzuki)                                |
| 44      | 1971 | Spa- Francorchamps | 250 cm³  | Silvio Grassetti (MZ)           | John Dodds (Yamaha)               | Dieter Braun (Yamaha)               | Silvio Grassetti (MZ)                                |
| 44      | 1971 | Spa- Francorchamps | 500 cm³  | Giacomo Agostini (MV Agusta)    | Éric Offenstadt (SMAC-Kawasaki)   | Jack Findlay (Jada-Suzuki)          | Giacomo Agostini (MV Agusta)                         |
| 44      | 1971 | Spa- Francorchamps | Gespanne | Schauzu / Kalauch (BMW)         | Owesle / Kremer (Münch-URS)       | Auerbacher / Hahn (BMW)             | Schauzu / Kalauch (BMW)                              |
|         |      |                    |          |                                 |                                   |                                     |                                                      |
| 45      | 1972 | Spa- Francorchamps | 50 cm³   | Ángel Nieto (Derbi)             | Jan de Vries (Kreidler)           | Theo Timmer (Jamathi)               | Ángel Nieto (Derbi)                                  |
| 45      | 1972 | Spa- Francorchamps | 125 cm³  | Ángel Nieto (Derbi)             | Chas Mortimer (Yamaha)            | Kent Andersson (Yamaha)             | Ángel Nieto (Derbi)                                  |
| 45      | 1972 | Spa- Francorchamps | 250 cm³  | Jarno Saarinen (Yamaha)         | Rodney Gould (Yamaha)             | Phil Read (Yamaha)                  | Jarno Saarinen (Yamaha)                              |
| 45      | 1972 | Spa- Francorchamps | 500 cm³  | Giacomo Agostini (MV Agusta)    | Alberto Pagani (MV Agusta)        | Rodney Gould (Yamaha)               | Giacomo Agostini (MV Agusta)                         |
| 45      | 1972 | Spa- Francorchamps | Gespanne | Enders / Engelhard (Busch-BMW)  | Luthringshauser / Cusnik (BMW)    | Schauzu / Kalauch (BMW)             | Enders / Engelhard (Busch-BMW)                       |

### Von 1973 bis 1990
| Auflage | Jahr | Strecke            | Klasse              | Sieger                                 | Zweiter                              | Dritter                                | Pole-Position                          | Schn. Rennrunde                                            |
| ------- | ---- | ------------------ | ------------------- | -------------------------------------- | ------------------------------------ | -------------------------------------- | -------------------------------------- | ---------------------------------------------------------- |
| 46      | 1973 | Spa- Francorchamps | 50 cm³              | Jan de Vries (Kreidler)                | Bruno Kneubühler (Kreidler)          | Theo Timmer (Jamathi)                  | Jan de Vries (Kreidler)                | Jan de Vries (Kreidler)                                    |
| 46      | 1973 | Spa- Francorchamps | 125 cm³             | Jos Schurgers (Bridgestone)            | Ángel Nieto (Morbidelli)             | Chas Mortimer (Yamaha)                 | Ángel Nieto (Morbidelli)               | Ángel Nieto (Morbidelli)                                   |
| 46      | 1973 | Spa- Francorchamps | 250 cm³             | Teuvo Länsivuori (Yamaha)              | John Dodds (Yamaha)                  | Paolo Pileri (Yamaha)                  | Teuvo Länsivuori (Yamaha)              | Teuvo Länsivuori (Yamaha)                                  |
| 46      | 1973 | Spa- Francorchamps | 500 cm³             | Giacomo Agostini (MV Agusta)           | Phil Read (MV Agusta)                | Jack Findlay (Suzuki)                  | Giacomo Agostini (MV Agusta)           | Giacomo Agostini (MV Agusta)                               |
| 46      | 1973 | Spa- Francorchamps | Gespanne            | Enders / Engelhard (Busch-BMW)         | Luthringshauser / Hahn (BMW)         | Gawley / Birch (König)                 | Enders / Engelhard (Busch-BMW)         | Enders / Engelhard (Busch-BMW)                             |
|         |      |                    |                     |                                        |                                      |                                        |                                        |                                                            |
| 47      | 1974 | Spa- Francorchamps | 50 cm³              | Gerhard Thurow (Kreidler)              | Henk van Kessel (Kreidler)           | Rudolf Kunz (Kreidler)                 | Gerhard Thurow (Kreidler)              | Henk van Kessel (Kreidler)                                 |
| 47      | 1974 | Spa- Francorchamps | 125 cm³             | Ángel Nieto (Derbi)                    | Kent Andersson (Yamaha)              | Bruno Kneubühler (Yamaha)              | Ángel Nieto (Derbi)                    | Ángel Nieto (Derbi)                                        |
| 47      | 1974 | Spa- Francorchamps | 250 cm³             | Kent Andersson (Yamaha)                | Dieter Braun (Yamaha)                | Takazumi Katayama (Yamaha)             | Takazumi Katayama (Yamaha)             | Takazumi Katayama (Yamaha)                                 |
| 47      | 1974 | Spa- Francorchamps | 500 cm³             | Phil Read (MV Agusta)                  | Giacomo Agostini (Yamaha)            | Dieter Braun (Yamaha)                  | Phil Read (MV Agusta)                  | Phil Read (MV Agusta)                                      |
| 47      | 1974 | Spa- Francorchamps | Gespanne            | Steinhausen / Huber (König)            | Enders / Engelhardt (Busch Spezial)  | Schwärzel / Kleis (König)              | Schwärzel / Kleis (König)              | Enders / Engelhardt (Busch Spezial)                        |
|         |      |                    |                     |                                        |                                      |                                        |                                        |                                                            |
| 48      | 1975 | Spa- Francorchamps | 50 cm³              | Julien van Zeebroeck (Kreidler)        | Ángel Nieto (Kreidler)               | Eugenio Lazzarini (Piovaticci)         | Eugenio Lazzarini (Piovaticci)         | Julien van Zeebroeck (Kreidler)                            |
| 48      | 1975 | Spa- Francorchamps | 125 cm³             | Paolo Pileri (Morbidelli)              | Pier Paolo Bianchi (Morbidelli)      | Kent Andersson (Yamaha)                | Paolo Pileri (Morbidelli)              | Paolo Pileri (Morbidelli)                                  |
| 48      | 1975 | Spa- Francorchamps | 250 cm³             | Johnny Cecotto (Yamaha)                | Michel Rougerie (Harley-Davidson)    | Walter Villa (Harley-Davidson)         | Walter Villa (Harley-Davidson)         | Johnny Cecotto (Yamaha)                                    |
| 48      | 1975 | Spa- Francorchamps | 500 cm³             | Phil Read (MV Agusta)                  | John Newbold (Suzuki)                | Jack Findlay (Yamaha)                  | Barry Sheene (Suzuki)                  | Barry Sheene (Suzuki)                                      |
| 48      | 1975 | Spa- Francorchamps | Gespanne            | Steinhausen / Huber (Busch-König)      | Pape / Kallenberg (König)            | Boddice / Pollington (König)           | Schwärzel / Huber (König)              | Schwärzel / Huber (König)                                  |
|         |      |                    |                     |                                        |                                      |                                        |                                        |                                                            |
| 49      | 1976 | Spa- Francorchamps | 50 cm³              | Herbert Rittberger (Kreidler)          | Ángel Nieto (Bultaco)                | Ulrich Graf (Kreidler)                 | Ángel Nieto (Bultaco)                  | Herbert Rittberger (Kreidler)                              |
| 49      | 1976 | Spa- Francorchamps | 125 cm³             | Ángel Nieto (Bultaco)                  | Paolo Pileri (Morbidelli)            | Eugenio Lazzarini (Morbidelli)         | Ángel Nieto (Bultaco)                  | Pier Paolo Bianchi (Morbidelli)                            |
| 49      | 1976 | Spa- Francorchamps | 250 cm³             | Walter Villa (Harley-Davidson)         | Paolo Pileri (Morbidelli)            | Takazumi Katayama (Yamaha)             | Walter Villa (Harley-Davidson)         | Walter Villa (Harley-Davidson)                             |
| 49      | 1976 | Spa- Francorchamps | 500 cm³             | John Williams (Suzuki)                 | Barry Sheene (Suzuki)                | Marcel Ankoné (Suzuki)                 | Barry Sheene (Suzuki)                  | John Williams (Suzuki)                                     |
| 49      | 1976 | Spa- Francorchamps | Gespanne            | Steinhausen / Huber (Busch-König)      | Schwärzel / Huber (König)            | Schilling / Gundel (ARO-Fath)          | Schauzu / Kalauch (ARO-Fath)           | Schilling / Gundel (ARO-Fath)                              |
|         |      |                    |                     |                                        |                                      |                                        |                                        |                                                            |
| 50      | 1977 | Spa- Francorchamps | 50 cm³              | Eugenio Lazzarini (Kreidler)           | Herbert Rittberger (Kreidler)        | Ángel Nieto (Bultaco)                  | Ángel Nieto (Bultaco)                  | Eugenio Lazzarini (Kreidler)                               |
| 50      | 1977 | Spa- Francorchamps | 125 cm³             | Pier Paolo Bianchi (Morbidelli)        | Ángel Nieto (Bultaco)                | Toni Mang (Morbidelli)                 | Pier Paolo Bianchi (Morbidelli)        | Ángel Nieto (Bultaco)                                      |
| 50      | 1977 | Spa- Francorchamps | 250 cm³             | Walter Villa (Bimota-Harley-Davidson)  | Takazumi Katayama (Yamaha)           | Mario Lega (Morbidelli)                | Walter Villa (Bimota-Harley-Davidson)  | Walter Villa (Bimota-Harley-Davidson)                      |
| 50      | 1977 | Spa- Francorchamps | 500 cm³             | Barry Sheene (Suzuki)                  | Steve Baker (Suzuki)                 | Pat Hennen (Yamaha)                    | Philippe Coulon (Suzuki)               | Barry Sheene (Suzuki)                                      |
| 50      | 1977 | Spa- Francorchamps | Gespanne            | Schwärzel / Huber (ARO-Fath)           | Steinhausen / Kalauch (Busch-Yamaha) | O’Dell / Holland (Seymaz-Yamaha)       | Schwärzel / Huber (ARO-Fath)           | Steinhausen / Kalauch (Busch-Yamaha)                       |
|         |      |                    |                     |                                        |                                      |                                        |                                        |                                                            |
| 51      | 1978 | Spa- Francorchamps | 50 cm³              | Ricardo Tormo (Bultaco)                | Eugenio Lazzarini (Kreidler)         | Stefan Dörflinger (Kreidler)           | Ricardo Tormo (Bultaco)                | Ricardo Tormo (Bultaco)                                    |
| 51      | 1978 | Spa- Francorchamps | 125 cm³             | Pier Paolo Bianchi (Minarelli)         | Ángel Nieto (Minarelli)              | Maurizio Massimiani (Morbidelli)       | Ángel Nieto (Minarelli)                | Pier Paolo Bianchi (Minarelli) und Ángel Nieto (Minarelli) |
| 51      | 1978 | Spa- Francorchamps | 250 cm³             | Paolo Pileri (Morbidelli)              | Franco Uncini (Yamaha)               | Walter Villa (Harley-Davidson)         | Kork Ballington (Kawasaki)             | Walter Villa (Harley-Davidson)                             |
| 51      | 1978 | Spa- Francorchamps | 500 cm³             | Wil Hartog (Suzuki)                    | Kenny Roberts sr. (Yamaha)           | Barry Sheene (Suzuki)                  | Johnny Cecotto (Yamaha)                | Michel Rougerie (Suzuki)                                   |
| 51      | 1978 | Spa- Francorchamps | Gespanne            | Holzer / Meierhans (LCR-Yamaha)        | Michel / Collins (Seymaz-Yamaha)     | Biland / Williams (TTM-Yamaha)         | Steinhausen / Kalauch (Seymaz-Yamaha)  | Michel / Collins (Seymaz-Yamaha)                           |
|         |      |                    |                     |                                        |                                      |                                        |                                        |                                                            |
| 52      | 1979 | Spa- Francorchamps | 50 cm³              | Henk van Kessel (Sparta)               | Theo Timmer (Bultaco)                | Rudolf Kunz (Kreidler)                 | Eugenio Lazzarini (Kreidler)           | Stefan Dörflinger (Kreidler)                               |
| 52      | 1979 | Spa- Francorchamps | 125 cm³             | Barry Smith (Morbidelli)               | Marcelino García (Morbidelli)        | Martin van Soest (Morbidelli)          | Ángel Nieto (Minarelli)                | Jean-François Lecureux (Morbidelli)                        |
| 52      | 1979 | Spa- Francorchamps | 250 cm³             | Eduard Stöllinger (Kawasaki)           | Chas Mortimer (Yamaha)               | Murray Sayle (Yamaha)                  | Chas Mortimer (Yamaha)                 | Eduard Stöllinger (Kawasaki)                               |
| 52      | 1979 | Spa- Francorchamps | 500 cm³             | Dennis Ireland (Suzuki)                | Kenny Blake (Yamaha)                 | Gary Lingham (Suzuki)                  | Johnny Cecotto (Yamaha)                | Kenny Blake (Yamaha)                                       |
| 52      | 1979 | Spa- Francorchamps | Gespanne (Kat. B2A) | Steinhausen / Arthur (KSA-Yamaha)      | Biland / Waltisperg (Schmid-Yamaha)  | Greasley / Parkins (Yamaha)            | Biland / Waltisperg (Schmid-Yamaha)    | Steinhausen / Arthur (KSA-Yamaha)                          |
|         |      |                    |                     |                                        |                                      |                                        |                                        |                                                            |
| 53      | 1980 | Zolder             | 50 cm³              | Stefan Dörflinger (Zündapp)            | Eugenio Lazzarini (Kreidler)         | Hans-Jürgen Hummel (Kreidler)          | Ricardo Tormo (Kreidler)               | Stefan Dörflinger (Zündapp)                                |
| 53      | 1980 | Zolder             | 125 cm³             | Ángel Nieto (Minarelli)                | Guy Bertin (Motobécane)              | Loris Reggiani (Minarelli)             | Hans Müller (MBA)                      | Guy Bertin (Motobécane)                                    |
| 53      | 1980 | Zolder             | 250 cm³             | Toni Mang (Krauser)                    | Gianpaolo Marchetti (Yamaha)         | Patrick Fernandez (Yamaha)             | Toni Mang (Krauser)                    | Toni Mang (Krauser)                                        |
| 53      | 1980 | Zolder             | 500 cm³             | Randy Mamola (Suzuki)                  | Marco Lucchinelli (Suzuki)           | Kenny Roberts sr. (Yamaha)             | Randy Mamola (Suzuki)                  | Marco Lucchinelli (Suzuki)                                 |
| 53      | 1980 | Zolder             | Gespanne            | Taylor / Johansson (Windle-Yamaha)     | Michel / Burkhard (Seymaz-Yamaha)    | Biland / Waltisperg (Schmid-Yamaha)    | Smit / de Groot (Yamaha)               | Taylor / Johansson (Windle-Yamaha)                         |
|         |      |                    |                     |                                        |                                      |                                        |                                        |                                                            |
| 54      | 1981 | Spa- Francorchamps | 50 cm³              | Ricardo Tormo (Bultaco)                | Henk van Kessel (Kreidler)           | Theo Timmer (Bultaco)                  | Ricardo Tormo (Bultaco)                | Ricardo Tormo (Bultaco)                                    |
| 54      | 1981 | Spa- Francorchamps | 250 cm³             | Toni Mang (Kawasaki)                   | Carlos Lavado (Yamaha)               | Jean-François Baldé (Kawasaki)         | Toni Mang (Kawasaki)                   | Toni Mang (Kawasaki)                                       |
| 54      | 1981 | Spa- Francorchamps | 500 cm³             | Marco Lucchinelli (Suzuki)             | Kenny Roberts sr. (Yamaha)           | Randy Mamola (Suzuki)                  | Marco Lucchinelli (Suzuki)             | Marco Lucchinelli (Suzuki)                                 |
| 54      | 1981 | Spa- Francorchamps | Gespanne            | Biland / Waltisperg (LCR-Yamaha)       | Taylor / Johansson (Fowler-Yamaha)   | Michel / Burkhard (Seymaz-Yamaha)      | Biland / Waltisperg (LCR-Yamaha)       | Michel / Burkhard (Seymaz-Yamaha)                          |
|         |      |                    |                     |                                        |                                      |                                        |                                        |                                                            |
| 55      | 1982 | Spa- Francorchamps | 125 cm³             | Ricardo Tormo (Sanvenero)              | Eugenio Lazzarini (Garelli)          | Pier Paolo Bianchi (Sanvenero)         | Ricardo Tormo (Sanvenero)              | Eugenio Lazzarini (Garelli)                                |
| 55      | 1982 | Spa- Francorchamps | 250 cm³             | Toni Mang (Kawasaki)                   | Graeme McGregor (Waddon-Rotax)       | Didier de Radiguès (Chevallier-Yamaha) | Toni Mang (Kawasaki)                   | Toni Mang (Kawasaki)                                       |
| 55      | 1982 | Spa- Francorchamps | 500 cm³             | Freddie Spencer (Honda)                | Barry Sheene (Yamaha)                | Franco Uncini (Suzuki)                 | Jack Middelburg (Suzuki)               | Freddie Spencer (Honda)                                    |
| 55      | 1982 | Spa- Francorchamps | Gespanne            | Biland / Waltisperg (LCR-Yamaha)       | Streuer / Schnieders (LCR-Yamaha)    | Taylor / Johansson (Windle-Yamaha)     | Biland / Waltisperg (LCR-Yamaha)       | Biland / Waltisperg (LCR-Yamaha)                           |
|         |      |                    |                     |                                        |                                      |                                        |                                        |                                                            |
| 56      | 1983 | Spa- Francorchamps | 125 cm³             | Eugenio Lazzarini (Garelli)            | Ángel Nieto (Garelli)                | Ricardo Tormo (MBA)                    | Pier Paolo Bianchi (Sanvenero)         | Eugenio Lazzarini (Garelli)                                |
| 56      | 1983 | Spa- Francorchamps | 250 cm³             | Didier de Radiguès (Chevallier-Yamaha) | Christian Sarron (Yamaha)            | Carlos Lavado (Yamaha)                 | Didier de Radiguès (Chevallier-Yamaha) | Christian Sarron (Yamaha)                                  |
| 56      | 1983 | Spa- Francorchamps | 500 cm³             | Kenny Roberts sr. (Yamaha)             | Freddie Spencer (Honda)              | Randy Mamola (Suzuki)                  | Freddie Spencer (Honda)                | Kenny Roberts sr. (Yamaha)                                 |
| 56      | 1983 | Spa- Francorchamps | Gespanne            | Biland / Waltisperg (LCR-Yamaha)       | Streuer / Schnieders (LCR-Yamaha)    | Michel / Monchaud (LCR-Yamaha)         | Biland / Waltisperg (LCR-Yamaha)       | Biland / Waltisperg (LCR-Yamaha)                           |
|         |      |                    |                     |                                        |                                      |                                        |                                        |                                                            |
| 57      | 1984 | Spa- Francorchamps | 80 cm³              | Stefan Dörflinger (Zündapp)            | Jorge Martínez (Derbi)               | Hans Spaan (HuVo-Casal)                | Stefan Dörflinger (Zündapp)            | Stefan Dörflinger (Zündapp)                                |
| 57      | 1984 | Spa- Francorchamps | 250 cm³             | Manfred Herweh (Real-Rotax)            | Sito Pons (Cobas-Rotax)              | Christian Sarron (Yamaha)              | Manfred Herweh (Real-Rotax)            | Manfred Herweh (Real-Rotax)                                |
| 57      | 1984 | Spa- Francorchamps | 500 cm³             | Freddie Spencer (Honda)                | Randy Mamola (Honda)                 | Raymond Roche (Honda)                  | Freddie Spencer (Honda)                | Freddie Spencer (Honda)                                    |
| 57      | 1984 | Spa- Francorchamps | Gespanne            | Michel / Fresc (LCR-Yamaha)            | Schwärzel / Huber (LCR-Yamaha)       | Abbott / Smith (Windle-Yamaha)         | Biland / Waltisperg (LCR-Yamaha)       | Biland / Waltisperg (LCR-Yamaha)                           |
|         |      |                    |                     |                                        |                                      |                                        |                                        |                                                            |
| 58      | 1985 | Spa- Francorchamps | 125 cm³             | Fausto Gresini (Garelli)               | Bruno Kneubühler (LCR-MBA)           | Lucio Pietroniro (MBA)                 | Fausto Gresini (Garelli)               | August Auinger (MBA)                                       |
| 58      | 1985 | Spa- Francorchamps | 250 cm³             | Freddie Spencer (Honda)                | Carlos Lavado (Yamaha)               | Toni Mang (Honda)                      | Freddie Spencer (Honda)                | Freddie Spencer (Honda)                                    |
| 58      | 1985 | Spa- Francorchamps | 500 cm³             | Freddie Spencer (Honda)                | Eddie Lawson (Yamaha)                | Christian Sarron (Yamaha)              | Freddie Spencer (Honda)                | Eddie Lawson (Yamaha)                                      |
| 58      | 1985 | Spa- Francorchamps | Gespanne            | Streuer / Schnieders (LCR-Yamaha)      | Biland / Waltisperg (LCR-Krauser)    | Schwärzel / Buck (LCR-Yamaha)          | Streuer / Schnieders (LCR-Yamaha)      | Streuer / Schnieders (LCR-Yamaha)                          |
|         |      |                    |                     |                                        |                                      |                                        |                                        |                                                            |
| 59      | 1986 | Spa- Francorchamps | 125 cm³             | Domenico Brigaglia (Ducados-MBA)       | Lucio Pietroniro (MBA)               | Willy Pérez (MBA)                      | Luca Cadalora (Garelli)                | Domenico Brigaglia (Ducados-MBA)                           |
| 59      | 1986 | Spa- Francorchamps | 250 cm³             | Sito Pons (Honda)                      | Donnie McLeod (Armstrong-Rotax)      | Jacques Cornu (Honda)                  | Carlos Lavado (Yamaha)                 | Dominique Sarron (Honda)                                   |
| 59      | 1986 | Spa- Francorchamps | 500 cm³             | Randy Mamola (Yamaha)                  | Eddie Lawson (Yamaha)                | Christian Sarron (Yamaha)              | Eddie Lawson (Yamaha)                  | Randy Mamola (Yamaha)                                      |
| 59      | 1986 | Spa- Francorchamps | Gespanne            | Webster / Hewitt (LCR-Yamaha)          | Michel / Fresc (LCR-Yamaha)          | Steinhausen / Hiller (Busch-Yamaha)    | Biland / Waltisperg (LCR-Krauser)      | Steinhausen / Hiller (Busch-Yamaha)                        |
|         |      |                    |                     |                                        |                                      |                                        |                                        |                                                            |
|         | 1987 |                    |                     |                                        |                                      |                                        |                                        |                                                            |
|         |      |                    |                     |                                        |                                      |                                        |                                        |                                                            |
| 60      | 1988 | Spa- Francorchamps | 125 cm³             | Jorge Martínez (Derbi)                 | Ezio Gianola (Honda)                 | Julián Miralles (Honda)                | Jorge Martínez (Derbi)                 | Gastone Grassetti (Honda)                                  |
| 60      | 1988 | Spa- Francorchamps | 250 cm³             | Sito Pons (Honda)                      | Jacques Cornu (Honda)                | Toni Mang (Honda)                      | Jacques Cornu (Honda)                  | Toni Mang (Honda)                                          |
| 60      | 1988 | Spa- Francorchamps | 500 cm³             | Wayne Gardner (Honda)                  | Eddie Lawson (Yamaha)                | Randy Mamola (Cagiva)                  | Christian Sarron (Yamaha)              | Christian Sarron (Yamaha)                                  |
| 60      | 1988 | Spa- Francorchamps | Gespanne            | Biland / Waltisperg (LCR-Krauser)      | Webster / Hewitt (LCR-Krauser)       | Jones / Brown (LCR-Yamaha)             | Biland / Waltisperg (LCR-Krauser)      | Biland / Waltisperg (LCR-Krauser)                          |
|         |      |                    |                     |                                        |                                      |                                        |                                        |                                                            |
| 61      | 1989 | Spa- Francorchamps | 125 cm³             | Hans Spaan (Honda)                     | Ezio Gianola (Honda)                 | Hisashi Unemoto (Honda)                | Ezio Gianola (Honda)                   | Hans Spaan (Honda)                                         |
| 61      | 1989 | Spa- Francorchamps | 250 cm³             | Jacques Cornu (Honda)                  | Sito Pons (Honda)                    | Carlos Cardús (Honda)                  | Didier de Radiguès (Aprilia)           | Sito Pons (Honda)                                          |
| 61      | 1989 | Spa- Francorchamps | 500 cm³             | Eddie Lawson (Honda)                   | Kevin Schwantz (Suzuki)              | Wayne Rainey (Yamaha)                  | Kevin Schwantz (Suzuki)                | Kevin Schwantz (Suzuki)                                    |
| 61      | 1989 | Spa- Francorchamps | Gespanne            | Streuer / de Haas (LCR-Yamaha)         | Webster / Hewitt (LCR-Krauser)       | Biland / Waltisperg (LCR-Krauser)      | Webster / Hewitt (LCR-Krauser)         | Streuer / de Haas (LCR-Yamaha)                             |
|         |      |                    |                     |                                        |                                      |                                        |                                        |                                                            |
| 62      | 1990 | Spa- Francorchamps | 125 cm³             | Hans Spaan (Honda)                     | Loris Capirossi (Honda)              | Bruno Casanova (Honda)                 | Jorge Martínez (JJ Cobas-Rotax)        | Hans Spaan (Honda)                                         |
| 62      | 1990 | Spa- Francorchamps | 250 cm³             | John Kocinski (Yamaha)                 | Didier de Radiguès (Aprilia)         | Carlos Cardús (Honda)                  | John Kocinski (Yamaha)                 | John Kocinski (Yamaha)                                     |
| 62      | 1990 | Spa- Francorchamps | 500 cm³             | Wayne Rainey (Yamaha)                  | Jean-Philippe Ruggia (Yamaha)        | Eddie Lawson (Yamaha)                  | Kevin Schwantz (Suzuki)                | Wayne Rainey (Yamaha)                                      |
| 62      | 1990 | Spa- Francorchamps | Gespanne            | Streuer / de Haas (LCR-Yamaha)         | Michel / Birchall (LCR-Krauser)      | Kumagaya / Houghton (Windle-JPX)       | Webster / Simmons (LCR-Krauser)        | Streuer / de Haas (LCR-Yamaha)                             |

### Liste der tödlich verunglückten Rennfahrer
| Fahrer             | Sterbedatum   | Klasse    |
| ------------------ | ------------- | --------- |
| Robert Jecker      | 15. Juli 1932 | unbekannt |
| Bruno Quaglieni    | 15. Juli 1932 | unbekannt |
| Robert Grégoire    | 21. Juli 1933 | 500 cm³   |
| Arie van der Pluym | 15. Juli 1934 | 500 cm³   |
| Marcel Preud’Homme | 26. Juli 1936 | 500 cm³   |
| David Whitworth    | 3. Juli 1950  | 350 cm³   |
| Ernie Ring         | 5. Juli 1953  | 500 cm³   |
| Gordon Laing       | 4. Juli 1954  | 350 cm³   |
| Johann Attenberger | 7. Juli 1968  | Gespanne  |
| Josef Schillinger  | 7. Juli 1968  | Gespanne  |
| Christian Ravel    | 4. Juli 1971  | 500 cm³   |
| Kevin Wrettom      | 12. Juli 1984 | 500 cm³   |